# Thủ tướng Slovenia
Thủ tướng Slovenia, chính thức được gọi là Chủ tịch Chính phủ Cộng hòa Slovenia (tiếng Slovene: Predsednik Vlade Republike Slovenije), là người đứng đầu chính phủ Cộng hòa Slovenia. Đã có chín người giữ chức vụ này kể từ khi đất nước áp dụng mô hình dân chủ nghị viện vào năm 1989 và độc lập vào năm 1991.
Thủ tướng được Tổng thống Cộng hòa đề cử sau khi tham khảo ý kiến của các chính đảng có đại diện trong Quốc hội. Sau đó, các thành viên Quốc hội sẽ bắt đầu cuộc bỏ phiếu bầu chọn Thủ tướng.
Nếu không có ứng cử viên nào nhận được đa số ủng hộ, cuộc bỏ phiếu vòng hai phải được tổ chức trong vòng 14 ngày. Nếu cũng không có ứng cử viên nào nhận được đa số ủng hộ trong vòng này, Tổng thống phải giải tán cơ quan lập pháp và triệu tập các cuộc bầu cử quốc hội mới.
Nếu Quốc hội đồng ý tổ chức vòng thứ ba, mà vẫn không bầu được Thủ tướng mới thì Quốc hội sẽ tự động giải tán và bắt đầu các cuộc bầu cử mới.

## Các cựu Thủ tướng còn sống
Có 6 cựu thủ tướng còn sống. Thủ tướng đương nhiệm Janez Janša cũng đã giữ chức vụ này từ năm 2004-2008 đến 2012-2013. Chỉ có hai thủ tướng khác, Janez Drnovšek và Andrej Bajuk. Drnovšek qua đời năm 2008 và Bajuk năm 2011.
- Lojze Peterle
Tuổi: 76
nhiệm kỳ 1990–1992
- Anton Rop
Tuổi: 64
nhiệm kỳ 2002–2004
- Borut Pahor
Tuổi: 61
nhiệm kỳ 2008–2012
- Alenka Bratušek
Tuổi: 54
nhiệm kỳ 2013–2014
- Miro Cerar
Tuổi: 62
nhiệm kỳ 2014–2018
- Marjan Šarec
Tuổi: 47
nhiệm kỳ 2018–2020